# 메달리스트 (만화)
《메달리스트》(일본어: メダリスト 메다리스토[*])는 츠루마 이카다가 지은 일본의 만화 작품이다. 피겨스케이팅을 소재로 한 스포츠 만화로, 《월간 애프터눈》(코단샤)에서, 2020년 7월호부터 연재 중이다. '제5회 모두 가 선택하는 TSUTAYA 코믹 대상'에서 9위, 다음해의 '제6회 모두가 선택하는 TSUTAYA 코믹 대상'에서 3위를 수상했다. '다음에 올 만화대상 2022' 코믹스 부문에서 제1위를 수상했다. 2023년 1월, 제68회 '쇼가쿠칸 만화상' 일반을 위한 부문을 수상했다.

## 줄거리
전일본선수권에 출전한 경험이 있는 아케우라지 츠카사는 아이스 쇼 시험에서 계속 떨어져 취직처를 정하지 못했다. 그런 과거의 아이스 댄스 파트너, 타카미네 히토미로부터 자신이 주최하는 스케이트 클럽의 코치를 타진받는다. 전일본 출장을 히토미의 공이라고 비굴해져 내키지 않았던 츠카사이지만, 거기서 어머니에게 이끌린 유이츠카 이노리와 만난다.
어머니가 피겨스케이팅을 포기하게 하기 위한 구실로 끌려오고 싶은 심정이었지만 츠카사는 그녀가 안에 간직한 집념과 열정을 보고 그의 뒷받침으로 어머니의 반대를 무릅쓰고 스케이트를 타기 시작한다. 이윽고 츠카사의 지도하에, 이노리는 점차 그 재능을 꽃피워 간다.

## 등장인물

### 룩스 히가시야마 FSC
유이츠카 이노리(結束 いのり)
성우 - 하루세 나츠미
본작의 주인공. 피겨 스케이트 클럽 '룩스 히가시야마 FSC'에 소속되어 피겨스케이팅에서 올림픽 금메달을 따는 것을 목표로 하는 소녀. 초등학교 5학년. 4월 16일생으로, 혈액형은 A형. 이야기 개시시의 신장은 134 cm로, (작품의 특성상, 초등학생이 다수 등장한다) 등장인물 중에서도 몸집이 작다. 어린 시절, 스케이트를 하고 있던 누나를 동경해 자신도 하고 싶게 되지만, 우수한 누나와 비교해 어머니로부터 '아무것도 할 수 없다'라고 낙인을 찍혀 이루어지지 않았다. 그 상황을 불쾌하게 생각한 스케이트장의 접수 직원인 세코마에게, '사육하고 있는 작은 새의 먹이로서 지렁이를 가져와 주면, 답례로 링크를 사용하게 한다'라고 하는 조건으로, 부모님에게 비밀로 피겨스케이팅을 배운다. 세코마의 기초적인 지도와 교본에 의한 독학의 연습에 의해, 동년대의 선수와 동등 정도의 기술을 갖추고 있었다.
상술한 처지에서 누구보다 스케이트를 타고 싶다는 집념과 열정이 있고, 그 일을 예견한 츠카사의 주선으로 어머니를 설득해 반강제로 스케이트를 시작한다. 츠카사의 지도와 맹렬한 노력 아래, 천부적인 재능이라고 할 스케이트의 재능을 꽃피워, 강한 신뢰 관계를 쌓아 간다.
아케우라지 츠카사(明浦路 司)
성우 - 오오츠카 타케오
이노리의 코치가 되는 남자. 26세. 9월 4일생으로, 혈액형은 B형. 좋아하는 것은 독서와 포인트 경품. 싫어하는 것은 지렁이, 뱀.
전일본선수권 아이드 댄스에 출전한 실력 있는 선수였지만 24세에 현역 은퇴 후 아이스 쇼 면접에 계속 떨어져 일자리를 찾지 못했다.
전 파트너 타카미네 히토미로부터 '룩스 히가시야마 FSC'의 어시스턴트 코치를 권유받았을 때, 어머니에게 이끌려 링크를 방문한 이노리의 재능을 찾아내 코치가 되었다.
중학생 때 우연히 올림픽 금메달리스트의 연기를 본 것으로 충격을 받아 '더 이상 이 세계를 무시하고 살 수 없다'고 생각해 스케이트의 세계로 뛰어들었다. 그러나 선수층이 두터운 일본에서 피겨스케이팅을 시작하려면 5세 정도부터가 적기로 알려져 있어 크게 뒤처진 츠카사의 수용처를 찾는 것은 난항. 스무 살 때 아이스 댄스 파트너를 찾던 히토미 코치에게 싱글 선수를 포기하는 것을 조건으로 선수가 되었다.
타카미네 히토미(高峰 瞳)
성우 - 카토 에미리
츠카사와 이노리가 소속된 '룩스 히가시야마 FSC'의 헤드 코치로, 츠카사의 아이스 댄스 선수 시절의 전 파트너. 츠카사와 팀을 이루기 이전부터 활약하고 있던 실적이 있는 선수로, 20세부터 아이스 댄스를 시작한 츠카사와는 10년 이상 경력의 차이가 있다. 주위에서 너무 잘한다는 실력 때문에 좀처럼 어울리는 짝을 찾지 못했고, 츠카사와는 현역 마지막으로 짝을 이룬 커플이었다.
맡은 학생이 아이스 댄스에서 우승하는 등 그 밖에 일손이 필요해졌기 때문에, 츠카사를 자신의 클럽의 코치로 권유했다.
아직도 츠카사의 성을 기억하지 못하고 종종 츠카사에게 물어본다.
이누카이 소타(犬飼 総太)
성우 - 후쿠하라 아야카
룩스 히가시야마 FSC 소속의 초등학교 4학년, 배지 테스트 3급(첫 등장시). 이전에 메이코 윈드 FSC에 소속되어 있기도 하여 리오와 사이가 좋다. 게임을 좋아해서 힘든 연습 중간에도 휴대용 게임기를 만지고 있다.
우야마 유키(卯山 雪)
성우 - 나나하라 테이코
룩스 히가시야마 FSC 소속의 중학교 2학년, 배지 테스트 4급(첫 등장시). 이노리보다 3학년 높으며 클럽 내에서도 연장자를 위해 대회에서는 코치가 없을 때 같은 클럽의 학생들의 정리 역할을 하고 있다.

### 관계자
유이츠카 미카(結束 実叶)
성우 - 와키 아즈미
이노리의 8살 연상의 누나(첫등장시 19세). 이노리를 '논짱'이라고 부르고, '정말 좋아하는 누나'를 자칭할 정도로 익애하고 있다. 5세부터 피겨스케이팅을 시작해 이노리와 다른 클럽 '메이죠 크라운 FSC'에 소속되어 있었다. 그가 스케이트를 타는 광경을 보고 스스로도 하고 싶을 정도로 동경했던 유망한 선수였지만 중학생 때 점프 연습에서 오른쪽 다리가 부러져 경기를 포기한다. 이야기 시작 때는 캐나다에 유학해, 친구의 잡지의 모델로서도 활약하고 있지만, 이노리가 출전하는 대회가 열릴 때마다 귀국해, score 20으로 유학을 마치고 가족과 함께 관전하고 있다.
유이츠카 노조미(結束 のぞみ)
성우 - 코시미즈 아미
이노리의 어머니. 미카와 이노리를 비교해, 미카가 좌절한 적도 있어, 당초에는 이노리가 피겨스케이팅을 시작하는 것을 반대하고 있었다. 이노리의 재능을 평가한 츠카사의 권유로 마지못해 허락을 한 후에도, 사사건건 스케이트를 포기할 것을 기대하고 있었지만, 메이코배의 그녀의 연기를 보고, 언니와 이노리를 비교하는 주위의 한심한 말을 어느새 믿어버리고, 그것 때문에 상처받을 것을 두려워했던 자신을 깨닫고, 깊이 반성한다. 이후에는 올림픽 메달리스트가 되겠다는 이노리의 꿈에, 전력으로 다가가게 된다.
세코마 마모루(瀬古間 衛)
성우 - 무라지 마나부
오스 스케이트장의 접수 담당의 연배 직원. 스케이트를 못타게 하는 이노리를 불쌍히 여거, 은밀히 '지렁이와 맞바꾸어'라는 조건으로 링크를 이용하게 하고 있었다. 이노리에게 스케이트의 기초를 가르쳐 준 그림자의 공로자이기도 하다
카고 코이치(加護 耕一)
성우 - 호시노 타카노리
츠카사가 거주지에서 일하는 회사의 사장. 원래는, 지금은 죽은 아내인 메이코가 츠카사의 재능을 전망해, 현역 시대부터 서포트하고 있었다.
카고 메이코(加護 芽衣子)
성우 - 엔도 아야
코이치의 아내이자 요의 어머니.
병을 앓고 있어 몸이 약했기도 했고, 츠카사의 아이스댄스 전일본 선수권 대회 결과를 기다려주지 않고 사망했다.
카고 요(加護 羊)
성우 - 이노우에 호노카
카고 코이치, 메이코 부부의 딸. 이노리와 또래. 집에서 생활을 함께 하고 있는 사와는 사이가 좋고, 츠카사의 일의 내용에는 그녀의 신세도 포함되어 있다.

### 메이코 윈드 FSC
카미사키 히카루(狼嵜 光)
성우 - 이치노세 카나
현재 나고야에서 가장 기세가 있다고 하는 '메이코 윈드 FSC'에 소속된 천재 소녀. 이노리와 같은 나이. 신장 144cm(첫 등장시). 그 스케이팅은 요타카 준을 닮았다고 세상에서는 말해지고 있다.
이노리가 선수가 되기 전의 해, 첫 출전한 전일본 노비스 B에서, 뉴스가 될 정도의 고난도 점프 구성으로 고득점을 두드려 우승했다. 3회전 루프+3회전 루프를 날아 아직 여유가 있을 정도의 파격의 스케이팅 스킬을 갖고, 노비스의 여자 선수로는 세계에서 몇 명밖에 날 수 없는 3A도 성공시킨다.
요다카 준(夜鷹 純)
성우 - 우치다 유마
피겨스케이팅 선수 출신으로 그 연기로 츠카사의 인생을 크게 바꾼 올림픽 금메달리스트.
약관 20세에 은퇴할 때까지 짧은 현역 기간에 출전한 모든 대회에서 금메달리스트에 빛나는 등 수많은 전설적인 공적을 남긴 천재. 노비스 B 시절에 3회전 러츠+3회전 루프, 3A를 성공시켜, A, B 포함 합계 4회 밖에 출장 기회가 없는 노비스를 4연패한 선수는 현재 요다카 뿐이다.
소니도리 신이치로(鴗鳥 慎一郎)
성우 - 반 타이토
메이코 윈드 FSC 헤드 코치. 36세. 리오의 아버지. 전 남자 싱글 일본 대표로, 현역 시절은 요다카 준의 라이벌이었다.
동세대가 전원 현역에서 은퇴하는 가운데, '상궤를 벗어난 끈기'로 노력을 계속해, 2대회전의 올림픽(당시 28세)에서 은메달리스트에 빛난다.
소니도리 리오(鴗鳥 理鳳)
성우 - 코이치 마코토
소니도리 신이치로의 아들. 12세. 계급은 이노리와 같은 5급(여름합숙시점). 평소에는 안경을 쓰고 있지만 경기 중에는 벗고 있다.
3회전을 뛰지 못해 지금까지 노비스 시상대에 오르지 못했지만 재작년이 노비스 8위, 톱 선수의 등용문인 노비스 클래스의 선발 합숙에도 선정되는 등 충분히 기대되는 실력을 가지고 있다. 그러나 본인은 자신의 재능에 비관적이며, '올림픽 선수의 아들'이라고 하는 풍족한 입장이나, 처음에는 자신이 스케이트를 가르치고 있었지만, 순식간에 노비스의 여왕에까지 오른 히카루(및 그것을 지도한 요다카 준)의 존재 등에, 중압과 굴절된 콤플렉스를 느끼고 있다.
코조 리이나(鯱城 理依奈)
칸쿄 대학. 메이코 윈드 FSC 소속. 19세. 현역 일본인 선수의 정점, 시니어의 특별 강화 선수. 4년 전, 시니어에 데뷔한 무렵은 취해 뛰어난 전력도 없었지만, 그 해, 올림픽 시즌의 전일본 선수권에서 금메달을 획득, 그 공적으로 올림픽 대표에 선정되어 출전했다.
야기 유우나(八木 夕凪)
메이코 윈드 FSC 소속. 초등학교 6학년. 주위에서는 연령 이상으로 어른스러워 진정하고 있다고 생각되고 있지만, 정신통일이라고 칭하고 봉제인형을 사용한 혼자 연극을 하는 등 연상응적인 면도 있다.
우시카와 요츠하(牛川 四葉)
메이코 윈드 FSC 소속. 초등학교 6학년. 열심히 하지만 조금 우유부단한 성격.
이전에 스케이트를 그만두려고 생각했을 때 포기하지 않고 계속 도전하는 유우나의 모습에 감명을 받고 스케이트를 좋아하는 기분을 되찾을 수 있었기 때문에 누구보다 열심히 일하는 유우나야말로 금메달을 하고 싶으면 바란다.
사루카와 린나(申可 りんな)
메이코 윈드 FSC 소속. 중학교 1학년. 중부 블록 대회의 활주순 추첨에서, 부담이 가는 맨 끝을 대고 울어 버릴 정도로 심약하다고 생각하게 해, 맨 처음 점프에 고난도 점프를 넣어 후속 선수를 견제하는 등, 도박적인 구성을 선호하는 일면도 있다.
키지타 쇼야(雉多 輝也)
메이코 윈드 FSC의 어시스턴트 코치. 24세. 와니, 치와와는 현역 선수 시절부터의 썩은 인연. 3명 중에선 1등 실력자였다.

### 그라비티 사쿠라도리 FSC
미케타 료카(三毛田 涼佳)
성우 - 키노 히나
나치 마리오의 유일한 학생. 첫 등장시는 초등학교 3학년생으로 133cm로, 이노리보다 몸집이 작다. 미카와 사투리를 쓰다. 고양이가 이 세상에서 가장 귀엽다고 생각하며, 머리 모양도 고양이 귀를 의식하고 있다.
나치 마리오
성우 - 토다 메구미
그라비티 사쿠라도리 FSC의 헤드 코치. 31세(첫등장시), 148cm.
기가 센 미케와 경쟁할 수 있는 호쾌한 성격의 소유자이지만, 교환은 초등학생끼리처럼 애지중지 하고 있다. 노비스 B1 시절부터 주니어 시절 초기까지는 전일본 12위 단골, 강화 선수로 선정될 정도의 실력자로 높은 점프가 장점. 4회전을 뛴 적이 있지만 실전에서는 한 번도 성공하지 못했다.

### 메이조 크라운 FSC
쿠리오네 마리카(栗尾根 苿莉花)
18세. 사립 메니토 여자 학원. 메이조 크라운 FSC 소속. 중부 강화 선수 B. 아직 선수였던 무렵의 이노리의 언니 미카와 아이스 쇼 '나고야 아이스 페스타'에 출연한 적이 있어, 공주님 같다고 동경될 정도의 미소녀.
아시카가 세츠나(足利 刹那)
메이조 크라운 FSC 소속. 중학교 1학년. 작년 중부 블록 노비스 A 우승자. 한 번 결정한 것을 절대로 구부리지 않는 성격.
코부타 마인(小部多 まいん)
메이조 크라운 FSC 소속. 초등학교 6학년. 이전 '나고야 아이스 페스타'에 출연하고 싶은 이노리의 누나 키마와 쿠리오네를 보고 동경해, 피겨스케이팅을 시작했다.
니와토리 사나(庭取 さな)
메이조 크라운 FSC 소속. 초등학교 6학년. 히나의 쌍둥이 언니. 쌍둥이지만 키는 히나보다 낮다.
니와토리 히나(庭取 ひな)
메이조 크라운 FSC 소속. 초등학교 6학년. 사나의 쌍둥이 여동생. 중부대회에서 노비스에 첫 출전했다.
치와 린타로(千羽 輪太郎)
메이조 크라운 FSC의 최연소 유일한 남성 어시스턴트 코치.
류구 아키라(竜宮 アキラ)
나고야에서 가장 역사가 있는 메이조 크라운 FSC의 3대 헤드 코치. 나고야의 스케이트 발전에 심혈을 기울여, 폭넓은 연령층의 코치와 학생들로부터 존경받고 있다.

### 렌게차 FSC
자쿠즈레 유다이(蛇崩 遊大)
성우 - 미야케 타카히로
교토의 명문 '렌게차 FSC'의 어시스턴트 코치.
야마토 에마(大和 絵馬)
성우 - 코이와이 코토리
렌게차 FSC 소속. 1급 배지 테스트를 받기 위해 오스 스케이트 링크를 방문했을 때 이노리와 만난다.
카모토 스즈(鹿本 すず)
성우 - 이토 아야사
렌게차 FSC 소속. 헛된 교토 사투리를 말하는 미소녀. 지난해 카미사키 히카루가 우승한 전일본 노비스 B 여자로 2위 입상했다.
카메가야 초카쿠(亀金谷 澄覚)
현재 일본에서 가장 강한 클럽으로 여겨지는 교토의 명문 '렌게차 FSC'의 헤드 코치.
네데후지 남매
렌게차 FSC 소속. 제일 성실하고 요령 연습하는 언니 타마키. 렌게차내에서 없이 다음 NO, 2의 실력을 가진, 여동생 이토. 스피드는 느리지만 점프는 높은 남동생 유이로 이루어진 세 아이의 남매. TV에서 방송되고 얼굴을 기억할 정도의 노비스 주니어의 에이스.
이모리 세이시(伊文里 青紫)
렌게차 FSC의 어시스턴트 코치.
야모리 아사미(家守 朝緑)
렌게차 FSC의 어시스턴트 코치.

### 아이세이 라이드 FSC
오카자키 이루카(岡崎 いるか)
16세. 칸쿄 대학 부속 고등학교. 아이니시 라이드 FSC 소속. 스케이트 연맹 선출, 중부 강화 선수 A. 남자 선수 수준의 높이의 점프, 뛰어난 밸런스력으로 크림킨 이글을 결정, 그대로 통상 자세로 돌아갈 수 있을 정도로 단련된 근력(특히 복근) 등, 실력은 종이접기 첨부의 주니어의 에이스.
로바 마나카(炉場 愛花)
아이니시 라이드 FSC 소속. 초등학교 6학년. 초등학교 3학년까지 나가쿠테 플라워 FSC에 소속되어 있었다.
타케다 모모가(武田 桃芽)
아이니시 라이드 FSC 소속. 중학교 1학년.
고리 세이지(五里 誠二)
아이니시 라이드 FSC의 헤드 코치.
와니 아츠시(王仁 敦士)
아이세이 라이드 FSC의 어시트턴트 코치.

### 스타 폭스 FSC
라일리 폭스(ライリー・フォックス)
전 여자 싱글 미국 대표 선수로, 올림픽의 금메달리스트. ‘좋아하는 일본에서 클럽을 시작한다’는 꿈을 이루며 도쿄에서 스타 폭스 FSC를 설립, 스스로 헤드 코치를 맡는다.
코아라 아코(胡荒 亜子)
스타 폭스 FSC 소속. 12세(첫 등장시). 전일본 노비스의 도쿄 블록 대회 1위. 전일본 대회 시드 선수. 전일본 노비스 A에서 노미스의 연기를 보여 3위 입상. 특히 3회전 액셀은 2위 카모토 스즈보다 가점을 받았다.
히라니야 모에(平新谷 萌栄)
스타 폭스 FSC 소속. 전일본 노비스 A에서, 이노리가 공식 연습으로 날아간 4회전 살코를 한눈에 본 것만으로 날아가는 방법의 요령을 간파하지만, 한 번도 연습을 하지 않은 상태에서 프로덕션에서 흉내내고 실패.

### 토난마치 레이크 FSC
아히루 미쿠 (亞昼 美玖)
니가타의 아이스 링크 'NSU 플랜트 아이스 아레나'를 본거지로 하는 토난마치 레이크 FSC에 소속. 전일본 노비스의 홋카이도 도호쿠 블록 대회 1위.
카모가와 코헤이(鴨川 洸平)
전 아이스 댄스 선수로, 츠카사의 전 클럽 메이트이며 선배. 토난마치 레이크 FSC에서 헤드 코치를 맡고 있어 우연히 츠카사와 재회했다.
시라토리 주나(白鳥 珠那)
전 피겨 스케이트 선수로 츠카사, 코헤이의 전 클럽 메이트.

### 야마비코 FSC
코스즈메 키요카(小雀 白花)
야마비코 FSC 소속. 11세(첫 등장시). 전일본 노비스의 홋카이도 도호쿠 블록 대회 2위. 전일본 대회 시드 선수.
히타키 조(日瀧 常)
야마비코 FSC 코치.

### 후쿠오카 파크 FSC
오오구모 란(大蜘蛛 蘭)
후쿠오카 파크 FSC 소속. 중학교 1학년(13세, 첫 등장시). 전년도 전일본 노비스 A 은메달리스트로 일본 대표 선수로 선정되어 해외대회에서 우승 경험도 있다.
카토리 칸나(鬼寅 カンナ)
성우 - 미야시로 모모코
후쿠오카 파크 FSC 소속.
호타이노 카치이치(布袋野 蕨一), 호타이노 토우타(布袋野 兎太)
후쿠오카 파크 FSC의 헤드 코치들.
카나유미 미호(金弓 美蜂)
후쿠오카 파크 FSC의 메디컬 트레이너.

### 오카야마 티나 FSC
시시도 세이라(獅子堂 星羅)
성우 - 오카사키 미호
스타 히로시마 FSC⇒오카야마 티나 FSC 소속. 초등학교 5학년. 밝고 사람 낯선 성격으로 호쾌한 히로시마 사투리를 말한다.
쿠로사와 미이히(黒澤 美豹)
성우 - 유아사 카에데
스타 히로시마 FSC⇒오카야마 티나 FSC 소속. 초등학교 5학년. 경단 헤어에 리본 핀, 표범 무늬 파커 등 화려한 외모와는 반대로 신경이 작고 섬세하고 자신감이 호쾌한 세이라에게 늘 휘둘리고 있다.
토바 달리아(烏羽 ダリア)
오카야마 티나 FSC 소속.
코구마 리츠키(小熊 梨月)
성우 - 사토 아즈사
오카야마 티나 FSC 소속. 초등학교 4학년. 외형은 귀엽지만, 코치에게 '말이 나쁘다'라고 주의할 정도로 입이 나쁘다. 점프를 실패해도 복구할 수 있을 정도의 냉정함이 강점.
쿄보쿠 유타카(梟木 豊)
오카야마 티나 FSC 헤드 코치. 연령을 불문하고 경어로 대한다.
메지로 리요(目城 理世)
오카야마 티나 FSC 어시스턴트 코치.

### 그 외 FSC
리스 쿠루미(離州 くるみ)
나가쿠테 플라워 FSC 소속 노비스 선수.
아나구마 사키나(穴熊 咲希奈)
택트 토요하시 FSC 소속 선수.
우미츠키 와카(海月 和香)
이타미 SC 소속 노비스 선수.

### 그 외의 등장인물
우오부치 카케루(魚淵 翔)
점프 지도를 전문으로 하는 임시 코치. 나이는 32세이지만, 중고생이라고 착각할 정도의 동안로, 쿠리토리 신이치로와 4세 밖에 연령차가 없는 것을 주위로부터 놀란다.

## 서지 정보
- 츠루마 이카다 《메달리스트》 코단샤 〈애프터눈 KC〉
  1. 2020년 9월 23일 발행(같은 날 발매[4][講 1]), ISBN 978-4-06-520783-3
  2. 2021년 2월 22일 발행(같은 날 발매[講 2]), ISBN 978-4-06-522253-9
  3. 2021년 6월 23일 발행(같은 날 발매[講 3]), ISBN 978-4-06-523607-9
  4. 2021년 10월 21일 발행(같은 날 발매[講 4]), ISBN 978-4-06-525162-1
  5. 2022년 3월 23일 발행(같은 날 발매[講 5]), ISBN 978-4-06-527132-2
  6. 2022년 7월 22일 발행(같은 날 발매[講 6]), ISBN 978-4-06-528515-2
  7. 2022년 12월 22일 발매[講 7], ISBN 978-4-06-529918-0
  8. 2023년 5월 23일 발매[講 8], ISBN 978-4-06-531682-5
  9. 2023년 10월 23일 발매[講 9], ISBN 978-4-06-533261-0
  10. 2024년 3월 22일 발매[講 10], ISBN 978-4-06-535154-3

## TV 애니메이션
2023년 5월 18일, TV 애니메이션화가 발표되었다. 2025년 1월부터 3월까지 TV 아사히 계열 'NUMAnimation' 시간대 등에서 방송되었다.
제1기 방송 종료 후, 제2기의 제작 결정이 발표되었다.

### 스태프
- 원작 - 츠루마 이카다
- 감독 - 야마모토 야스타카
- 시리즈 구성·각본 - 하나다 줏키
- 캐릭터 디자인 - 카메야마 치나츠
- 총작화 감독 - 카메야마 치나츠, 이토 요스케
- 프롭 디자인 - 사와다 토모요, 요시카와 쿠미코
- 피겨 스케이팅 안무 - 스즈키 아키코
- 피겨 스케이팅 안무 협력 - 요코이 유하나, 이소베 히나노
- 피겨스케이트 감독·3DCG 디렉터 - 코지
- 3DCG 비주얼 디렉터 - 토다 타카유키
- 3DCG 애니메이션 슈퍼바이저 - 호리 쇼타로
- 3DCG 프로듀서 - 이이지마 사토시
- 색채 설계 - 야마가미 아이코
- 미술 감독 - 나카오 요코
- 미술 설정 - 히루마 타카시, 오노데라 리에
- 촬영 감독 - 요네야 신이치
- 편집 - 나가사카 토모키
- 음향 감독 - 이마이즈미 유이치
- 음향 효과 - 코야마 켄지
- 음악 - 하야시 유키
- 음악 제작 - KADOKAWA
- 프로듀서 - 야마시타 신페이, 야마토 마사에, 사와다 아이리, 이와타 사츠키
- 애니메이션 프로듀서 - 칸베 코키
- 라인 프로듀서 - 미우라 타카스미
- 애니메이션 제작 - ENGI
- 제작 - 메달리스트 제작위원회(KADOKAWA, 코단샤, TV 아사히)

### 주제가
BOW AND ARROW
요네즈 켄시에 의한 제1기 오프닝 테마. 작사·작곡·편곡은 요네즈 켄시.
アタシのドレス
네구세.에 의한 제1기 엔딩 테마. 작사·작곡은 료타치, 편곡은 네구세., 카와구치 케이타.

### 에피소드 목록
| 화수    | 각본                                             | 그림 콘티         | 연출              | 작화 감독                                                                                               | 총작화 감독                                   | 방송일         |
| ------- | ------------------------------------------------ | ----------------- | ----------------- | --- | --------------------------------------------- | -------------- |
| score01 | 氷上の天才 빙상의 천재                           | 야마모토 야스타카 | 야마모토 야스타카 | 타모리 유키 요코야마 카즈키 마스이 요시노리 아오누마 히카리 카메야마 치나츠                             | 카메야마 치나츠                               | 2025년 1월 5일 |
| score02 | 初級バッジテスト 초급 배지 테스트                | 마스다 토시히코   | 히라타 타카히로   | 야마모토 료스케 히로토미 마유 코타니 쿄코 마츠카와 테츠야 카메야마 신야                                 | 카메야마 치나츠 야마모토 료스케               | 1월 12일       |
| score03 | たい焼きとケーキ 붕어빵과 케이크                 | 와타나베 신이치   | 후쿠모토 신이치   | 타나카 시오리 김현아 강현국 박서정 소은지                                                               | 카메야마 치나츠 쿠리하라 마나부               | 1월 19일       |
| score04 | 名港杯 初級女子FS (前) 메이코배 초급 여자 FS 1부 | 와타나베 신이치   | 쿠리하라 마나부   | 야마모토 사오리 타나카 시오리 타테자키 히로시 카메야마 치나츠                                           | 이토 요스케 카메야마 치나츠                   | 1월 26일       |
| score05 | 名港杯 初級女子FS (後) 메이코배 초급 여자 FS 2부 | 우에하라 히데아키 | 후쿠모토 신이치   | 카메야마 치나츠 타나카 시오리 김현아 이성진 박서정 소은지                                               | 이토 요스케 카메야마 치나츠                   | 2월 2일        |
| score06 | 初戦の夜 첫 싸움을 끝낸 밤                       | 마스다 토시히코   | 오오바 히데아키   | 타모리 유키 요코야마 카즈키 마스이 요시노리 쿠리하라 마나부 요시오카 마사루 Animore 판란메이 왕런유     | 카메야마 치나츠 쿠리하라 마나부               | 2월 9일        |
| score07 | 1級バッジテスト 1급 배지 테스트                  | 아베 모토히로     | 아베 모토히로     | 타나카 시오리 야마모토 사오리 오오노 츠토무 황샹린 타테자키 히로시 판란메이 왕런유                      | 이토 요스케 카메야마 치나츠                   | 2월 16일       |
| score08 | 西の強豪 (前) 서쪽의 강호 1부                    | 히라타 타카히로   | 히라타 타카히로   | 나카지마 타츠오 오오노 츠토무 카와무라 노아 마루야마 하루카 이이지마 히로야 김현아 신은아 박서정 강현국 | 쿠리하라 마나부 타나카 시오리 카메야마 치나츠 | 2월 23일       |
| score09 | 西の強豪 (後) 서쪽의 강호 2부                    | 이이다 시게히사   | 카나자와 유키     | 요시오카 마사루 자오샤오촨 장하이화 오오우라 아즈사                                                     | 카메야마 치나츠                               | 3월 2일        |
| score10 | 夜に吠える 밤을 향해 짖다                        | 와타나베 신이치   | 오오바 히데아키   | 탄자와 마나부 하야시다 타키 Pavel Shmoylov 이이즈카 요코 상하이쉬안저우                                 | 이토 요스케 타나카 시오리 카메야마 치나츠     | 3월 9일        |
| score11 | 夜を踊れ 밤을 춤춰라                             | 아베 모토히로     | 하시모토 미츠오   | 탄자와 마나부 하야시다 타키 상하이쉬안저우                                                              | 타나카 시오리 쿠리하라 마나부 카메야마 치나츠 | 3월 16일       |
| score12 | 白猫のレッスン 하얀 고양이의 레슨                | 오오시마 히로유키 | 히라타 타카히로   | 요네다 히로시 히로토미 마유 오오니시 타카코 마츠카와 테츠야                                             | 이토 요스케 야마모토 료스케 카메야마 치나츠   | 3월 23일       |
| score13 | 朝が来る 아침이 온다                             | 와타나베 신이치   | 야마모토 야스타카 | 타모리 유키 요코야마 카즈키 야마모토 리오리 오오노 츠토무 나카지마 타츠오 Fincrossed Studio             | 카메야마 치나츠 타나카 시오리                 | 3월 30일       |

| TV 아사히 계열 NUMAnimation | TV 아사히 계열 NUMAnimation | TV 아사히 계열 NUMAnimation |
| 이전 작품                   | 작품명                      | 다음 작품                   |
| --------------------------- | --------------------------- | --------------------------- |
| 당신은 저승님               | 메달리스트(제1기)           | 소시민 시리즈(제2기)        |